# Главы Жанаозена
Главы Жанаозена  — глава местного исполнительного органа власти в Жанаозене за весь период.

## Первые секретари
| Фамилия, Имя Отчество | Должность                | Период руководства |
| --------------------- | ------------------------ | ------------------ |
| Клинчев Д. Н.         | Первый секретарь горкома | 1968—1970          |
| Исентаев К. Б.        | Первый секретарь горкома | 1970—1973          |
| Абенов И. И.          | Первый секретарь горкома | 1973—1979          |
| Бекбосынов Н. У.      | Первый секретарь горкома | 1979—1986          |
| Кумискали Е. К        | Первый секретарь горкома | 1986—1989          |
| Чердабаев Р. Т.       | Первый секретарь горкома | 1989—1990          |
| Ногаев С. К.          | Первый секретарь горкома | 1990—1992          |

## Главы городской администрации,акимы города
| Фамилия, Имя Отчество | Должность   | Период руководства |
| --------------------- | ----------- | ------------------ |
| Мурасов И. М.         | Аким города | 1992—1994          |
| Абылхан М.            | Аким города | 1994—1999          |
| Бабаханов Ж. Б.       | Аким города | 1999—2009          |
| Сарбопеев О. К.       | Аким города | 2009—2012          |
| Трумов С. У.          | Аким города | 2012—2015          |
| Абилов Е. Ж.          | Аким города | 2015—2017          |
| Дауылбаев А. К.       | Аким города | 2017—2019          |
| Ибагаров М. О.        | Аким города | 2019—2022          |
| Косуаков А. К.        | Аким города | 2022—2024          |
| Кайнарбаев Ж. И.      | Аким города | с 2024 года        |